# Vitória de Guimarães "B"
El Vitória de Guimarães B es un equipo de fútbol de Portugal que milita en la Terceira Liga, la tercera división de fútbol en el país.

## Historia
Fue fundado el 28 de mayo del año 2012 y es el principal equipo reserva del Vitória de Guimarães, los cuales juegan en el mismo sistema del primer equipo, pero no son elegibles para ascender a la Primeira Liga, aunque sí pueden descender de categoría.

### Origen
Fue creado al finalizar la temporada 2011/12 en Portugal, siendo uno de los 7 equipos creados de equipos de la Primeira Liga como un equipo B, como se juega en otros países como España, Francia, Alemania y otros. La intención de este plan propuesto por los 7 equipos de la Primeira Liga era que estos clubes fueran incluidos en la Liga de Honra de la temporada 2012/13, pero fueron 5 de los 6 los considerados para jugar en la liga esa temporada basados al rendimiento obtenido la temporada anterior.
La Liga Portuguesa de Fútbol anunció que los equipos filiales para participar tenían que canelar una cuota de €50.000, así como seguir algunas condiciones para poder participar entre las cuales estaban que cada equipo filial tenía que contar con al menos 10 jugadores formados en sus fuerzas básicas, las edades de los jugadores debían estar entre los 15 y 21 años de edad, los jugadores de estos equipos están habilitados para poder integrar el primer equipo cuando sea requerido, y tenían permitido alinear un máximo de tres jugadores con edad menor a 23 años.
En mayo del 2012 se anunció oficialmente que 6 equipos filiales de la Primeira Liga fueron elegidos para jugar en la Liga de Honra en la temporada 2012/13, aumentando la cantidad de equipos de 16 a 22, así como el número de partidos de 30 a 42.

## Jugadores

### Equipo

#### Altas y bajas 2020-21 (verano)
| Altas   | Altas    | Altas       | Altas | Altas |
| Jugador | Posición | Procedencia | Tipo  | Costo |
| ------- | -------- | ----------- | ----- | ----- |

| Bajas        | Bajas          | Bajas                | Bajas      | Bajas |
| Jugador      | Posición       | Procedencia          | Tipo       | Costo |
| ------------ | -------------- | -------------------- | ---------- | ----- |
| Maga         | Defensa        | Vitória de Guimarães | Promoción. | --    |
| Mário Évora  | Portero        | Vitória de Guimarães | Promoción. | --    |
| Luís Esteves | Centrocampista | Vitória de Guimarães | Promoción. | --    |
| André Amaro  | Defensa        | Vitória de Guimarães | Promoción. | --    |